# Semiothisa ostentosaria
Semiothisa ostentosaria là một loài bướm đêm trong họ Geometridae.